# Ana Ipătescu
Ana Ipătescu (1805 – 13. März 1875) war eine Teilnehmerin an der rumänischen Revolution von 1848.

## Leben
Ana Ipătescu wurde 1805 in einem Vorort von Bukarest in einer bürgerlichen Familie geboren. Ihre Eltern waren der Kaufmann und Kavallerieoffizier Atanasie Ghiulerasa und dessen Frau Catinca. Ihr Vater heiratete nach dem Tod Catincas erneut. Ihre Stiefmutter versuchte, sie am Besuch einer Schule zu hindern, es gelang ihr aber, ihren Willen durchzusetzen und eine gute schulische Ausbildung zu erhalten. Im Alter von 22 Jahren verließ sie ihr Elternhaus und heiratete den Hausbesitzer Ivancea Dimitriu. Dieser war jedoch hauptsächlich an ihrer Mitgift interessiert, deshalb ließ sie sich 1831 scheiden. Im selben Jahr starb ihr Vater, und mehrere Kläger prozessierten um sein Vermögen. Von Armut bedroht, heiratete sie 1832 Nicolae Ipătescu, einen Beamten im walachischen Außenministerium, und nahm dessen Namen an. Sie begleitete ihn zu Treffen der Geheimgesellschaft Frăţia, in der sich Studenten und Intellektuelle sammelten, die an einer fortschrittlichen Entwicklung der Walachei interessiert waren, darunter Ion Heliade-Rădulescu, Nicolae Bălcescu, Christian Tell, Nicolae Golescu, Ion Ghica und C. A. Rosetti.

## Teilnahme an der Revolution
Nachdem Fürst Bibescu im Juni 1848 vor der Volkserhebung geflüchtet war, stellten die in der Frăţia versammelten Intellektuellen und Beamten die provisorische Regierung. Am 19. Juni wurde die neue Regierung von einer Verschwörung unter Führung der konservativen Offiziere Odobescu und Solomon verhaftet. Es gelang der mit einer Pistole in jeder Hand bewaffneten Ana Ipătescu, an der Spitze einer Menschenmenge in den Königspalast einzudringen und die Inhaftierten zu befreien. Wie auch bayerische und österreichische Zeitungen berichteten, war damit die Revolution in der Walachei zunächst gerettet. Möglicherweise war auch ihre Liebe zum Revolutionär Nicolae Golescu ein Motiv für ihr Handeln.
Nach der Niederschlagung der Revolution wurde ihr Ehemann 1850 ins Osmanische Reich verbannt, 1851 jedoch auch auf ihre Bitten hin freigelassen. Er starb 1869. Ana Ipătescu führte weiter ein unauffälliges Leben und verstarb am 13. März 1875. Ihrer Bitte, in dem orthodoxen Kloster Pasărea bestattet zu werden, wurde nicht nachgekommen. Ihre Grabstätte ist unbekannt.
Verschiedene rumänische Straßen, Plätze und Schulen sind nach ihr benannt.